# USB4

O logotipo USB4 40Gbps

O USB4 é uma especificação de Universal Serial Bus lançada em 29 de agosto de 2019 pelo USB Implementers Forum.. Objetivos declarados de ter-se especificado esta nova versão foram: aumentar a taxa de transmissão; convergir os conectores USB todos para um único tipo (USB Type-C); definir precisamente as capacidades de cada porta para que a experiência de uso seja consistente e previsível; e reduzir a confusão dos usuários finais (leia-se: leigos).
O USB4 é baseado na especificação do protocolo Thunderbolt 3. Ele suporta uma taxa de transferência de 40 Gbit/s, é compatível com Thunderbolt 3, e compatível retroativamente com USB 3.2 e USB 2.0. A arquitetura define um método para compartilhar uma ligação única de alta velocidade com múltiplos tipos de dispositivos dinâmicamente que melhor serve a transferência de dados por tipo e aplicação.